# Carl Gustaf Areskoug
Carl Gustaf Areskoug, född 15 augusti 1831 i Södra Vallösa, död 18 september 1894 i Ystad, var en svensk fabrikör och bankdirektör.
Areskoug var son till kronofogden, sedermera köpmannen, Magnus Ulric Areskoug och Anna Helena Ekberg. Han flyttade till Ystad med fadern 1843 och gick i skola där. Han blev student i Lund 1851 och avlade kameralexamen 1852, genomgick handelsinstitutet i Lübeck 1852–1853 och etablerade sig som spannmålshandlare i Ystad (vid Västergatan). Efter åtskilliga år tvingades han att upphöra verksamheten efter en betydande förlust. Sedermera grundade han Ystads ättiksfabrik på samma gata. Areskoug var mycket verksam i Ystads sparbank och blev ledamot 1865 och direktör från 1877 till dess att han låg på sin dödsbädd. Han var även ledamot i kommittén för städernas bolag för försäkring av lösegendom och ledamot i tobaksfabriken.
Han gifte sig 1873 med Alma Lovisa Charlotta Gram, dotter till tobaksfabrikören Gustaf Edvard Gram. Paret fick ett barn som dog i samband med födseln. Areskoug fick även dottern Helga Krumlinde med Augusta Krumlinde (utomäktenskapligt), Areskoug är därigenom morfar till Inga Tidblad. Han var bror till Johan Anders och Magnus Holger Areskoug samt farbror till John Areskoug.
Areskoug beskrevs som en flärdlös, hjärtegod och vänsäll man. Han avled 1894 i sviterna av en lunginflammation. Med anledning av hans bortgång flaggade många hus i Ystad på halv stång, däribland sparbankshuset.